# Wybory powszechne w Kenii w 2007 roku
Wybory powszechne w Kenii w 2007 roku – wybory parlamentarne i prezydenckie, odbyły się 27 grudnia 2007.

## Wyniki

### Wyniki wyborów parlamentarnych
| Partia                                | Liczba głosów | Liczba mandatów (210) | Lider                        |
| ------------------------------------- | ------------- | --------------------- | ---------------------------- |
| Pomarańczowy Ruch Demokratyczny       | 2 973 415     | 99                    | Raila Odinga, Keneth Marende |
| Partia Jedności Narodowej             | 2 014 413     | 43                    | Mwai Kibaki                  |
| Pomarańczowy Ruch Demokratyczny Kenii | 633 880       | 16                    | Kalonzo Musyoka              |
| Afrykański Narodowy Związek Kenii     | 613 864       | 14                    | Uhuru Kenyatta               |
| Inne partie i bezpartyjni             | 3 409 634     | 38                    |                              |
| Źródło:                               |               |                       |                              |

### Wyniki wyborów prezydenckich i sytuacja po wyborach
| Kandydat            | Kandydat            | Liczba głosów | % głosów |
| ------------------- | ------------------- | ------------- | -------- |
|                     | Mwai Kibaki         | 4 584 721     | 46,42    |
|                     | Raila Odinga        | 4 352 993     | 44,07    |
|                     | Kalonzo Musyoka     | 879 903       | 8,91     |
| pozostali kandydaci | pozostali kandydaci | 59 411        | 0,60     |
| Razem               | Razem               | 9 877 028     | 100      |
| Źródło:             |                     |               |          |

Opozycja na czele z Odingą, a także Zachód zakwestionowały wyniki wyborów. Doszło do krwawych starć w których śmierć poniosło co najmniej kilkaset osób. 15 stycznia 2008 po burzliwych obradach parlament wybrał na swego przewodniczącego Kenetha Marende z ODM. Prezydent Kibaki zaproponował utworzenie rządu jedności narodowej. W kwietniu doszło do porozumienia między prezydentem a opozycją, obie strony podzieliły się władzą po połowie. Premierem został Odinga, funkcje ministerialne rozdzielono równo.